# Petrovo Selo (Gradiška)
Petrovo Selo (en cirílico: Петрово Село) es una localidad habitada de la municipalidad de Gradiška, Republika Srpska, Bosnia y Herzegovina.

## Población
| Composición de la Población - Localidad de Petrovo Selo | Composición de la Población - Localidad de Petrovo Selo | Composición de la Población - Localidad de Petrovo Selo | Composición de la Población - Localidad de Petrovo Selo | Composición de la Población - Localidad de Petrovo Selo |
| ------------------------------------------------------- | ------------------------------------------------------- | ------------------------------------------------------- | ------------------------------------------------------- | ------------------------------------------------------- |
|                                                         | 2013                                                    | 1991                                                    | 1981                                                    | 1971                                                    |
| Total                                                   | 329 (100%)                                              | 358 (100,0%)                                            | 392 (100,0%)                                            | 417 (100,0%)                                            |
| Mujeres                                                 | 158                                                     | -                                                       | -                                                       | -                                                       |
| Varones                                                 | 171                                                     | -                                                       | -                                                       | -                                                       |
| Serbios                                                 | 328                                                     | 348 (97,21%)                                            | 373 (95,15%)                                            | 416 (99,76%)                                            |
| Croatas                                                 | 0                                                       | 0                                                       | 87 (20,96%)                                             | 1 (0,240%)                                              |
| Bosniacos                                               | 0                                                       | 0                                                       | 36 (8,675%)                                             | 0                                                       |
| Sin declarar                                            | 0                                                       | 0                                                       | 0                                                       | 0                                                       |
| Otros                                                   | 0                                                       | 7 (1,955%)                                              | 0                                                       | 0                                                       |
| Yugoslavos                                              | 1                                                       | 3 (0,838%)                                              | 22 (5,301%)                                             | 0                                                       |
| Montenegrinos                                           | 0                                                       |                                                         |                                                         |                                                         |